# Németh Juci
Németh Juci (Németh Judit) (Kapuvár, 1977. május 3. –) magyar énekesnő, zenész, zeneszerző, riporter.

## Életrajz
Óvónőképzőt, tanárképzőt és zeneiskolákat végzett. A kapuvári, rábaközi gyökerekkel rendelkező lánynak a helyi kórus, a tanárok, a gyerekzenekarok adtak először fellépési lehetőséget. Hét éven át az Anima Sound Systemben énekelt, a zenekar három lemezen, az Anima-n, a Gipsy Sound Clash-en és az Aquanistan-on működött közre. Filmezett Jancsó Miklóssal (Ede megevé ebédem), riporter és műsorvezető lett a Magyar Televízió Kultúrház című műsorában, a Tápszínház társulatával a színházi életbe is belekóstolt.
Dolgozott a Kispál és a Borzzal és a Žagarral, rendszeres vendége a Kiscsillagnak. Dolgozik a Budapest Bárral.
Juci 2006-ban hosszabb időre kiutazott Londonba, ahol rengeteg élményt és inspirációt gyűjtött. Ott barátkozott össze Vasaló Áronnal és Faragó Tamással, majd hazatérése után 2008 januárjában összehozta saját zenekarát, amelynek a Nemjuci nevet adta. A zenekarban a Rémember együttes két tagja, Vasaló Áron (dob) és Matyijő (basszusgitár), valamint Faragó Tamás (gitár) adja az alapot Juci hangjához.
A Budapest Bár produkcióiban is szerepel. Kiss Tiborral (Quimby) a Szívemben bomba van című korabeli slágert énekelte el. Óriási sikere van Harangozó Teri régi slágerével, az Ördögtánccal.
Párja G. Szabó Hunor zenész. Kislányuk 2018-ban született.

## Pályafutása
- 1997-2004 Anima Sound System
- 2005-2006 M2 kultúrház
- 2006 Klikkerek
- 2007 Žagar zenekar
- 2007 Kispál és a Borz 20 éves jubileumi koncert
- 2007-2008 Budapest Bár projekt
- 2008. január – Nemjuci zenekar
- 2010. augusztus – Kispál és a Borz Napozz Holddal (búcsúkoncert)

## Filmszerepek
- Könyveskép – A rendőrség ismét nyomoz Lavina professzor ügyében (epizód) (2007)
- Feszti Körkép – Fesztiváljáró kulturális magazin – műsorvezető

## Színházi szerepek
- Mihaszna Varieté – TÁP Színház – Tünet Együttes közös előadása, műsorvezető
- Ökosztüm 2009 – MERLIN Színház előadása – Divatszínház, a környezettudatos öltözködésért
- Békeffi István, Szenes Iván, Fényes Szabolcs: Szerencsés flótás (Dizőz), (Városmajori Szabadtéri Színpad)